# Пологівська міська територіальна громада
Пологівська міська територіальна громада — територіальна громада в Україні, в Пологівському районі Запорізької області. Адміністративний центр — місто Пологи.
Утворена 30 березня 2018 року шляхом об'єднання Пологівської міської ради та Басанської, Інженерненської, Семенівської сільських рад Пологівського району.
12 червня 2020 року, відповідно до розпорядження Кабінету Міністрів України № 713-р «Про визначення адміністративних центрів та затвердження територій територіальних громад Запорізької області», до складу громади увійшли населені пункти Вербівської, Григорівської, Костянтинівської, Пологівської, Тарасівської сільських рад.

## Населені пункти
До складу громади входять 1 місто (Пологи) та 22 сіл: 
- Андріївське,
- Багате,
- Басань,
- Вербове,
- Григорівка,
- Джерельне,
- Дмитрівське,
- Івана Франка,
- Інженерне,
- Костянтинівка,
- Нова Дача,
- Новокарлівка,
- Новофедорівка,
- Павлівське,
- Пологи,
- Решетилівське,
- Романівське,
- Семенівка,
- Тарасівка,
- Українське,
- Чумацьке,
- Шевченкове.